# جردن لبرگن
جردن لبرگن (فرانسوی: Jordan Leborgne‎؛ زادهٔ ۲۹ سپتامبر ۱۹۹۵) بازیکن فوتبال اهل فرانسه است.
از باشگاه‌هایی که در آن بازی کرده‌است می‌توان به باشگاه فوتبال کان اشاره کرد.
وی همچنین در تیم ملی فوتبال تیم ملی فوتبال گوادلوپ بازی کرده‌است.